# Negator (Logik)
Negator (auch: Negations-Operator) ist in der Logik der Junktor der Negation oder das Symbol (Zeichen) für diesen. 
Als Zeichen werden verwendet: 
- "{\displaystyle \neg }"
- "{\displaystyle \sim }"
- "N" (polnische Notation)
- Überstreichen
- In den Programmiersprachen C, C++, Java, JavaScript, PHP und Perl: !a
- In den Programmiersprachen Algol 60, BASIC, Pascal, ELAN, Ada, Eiffel, Haskell, Perl: not a